# Souvenir
Souvenir – pierwszy singel angielskiego zespołu OMD, pochodzący z trzeciego albumu studyjnego Architecture & Morality. Singel wydano 4 sierpnia 1981 za pośrednictwem wytwórni DinDisc.